# Affaire Maudet

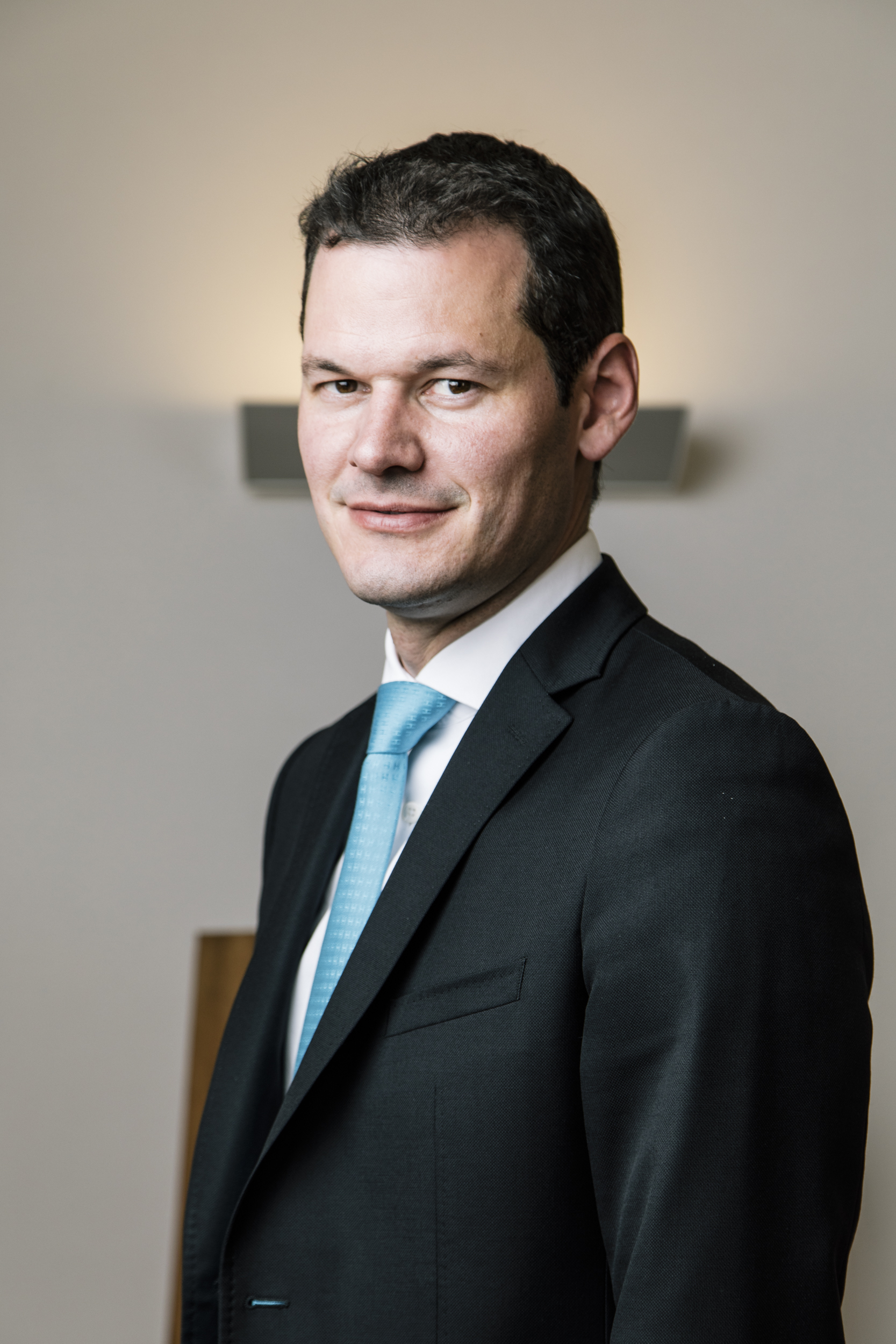
Pierre Maudet en 2017.

L'affaire Maudet est le nom donné aux accusations « d'acceptation d'un avantage » faites à l'encontre du politicien genevois Pierre Maudet du Parti libéral-radical (PLR). Une enquête est menée par le Ministère public genevois et le Grand Conseil du canton de Genève a levé l’immunité du magistrat en 2018-2019. Pierre Maudet a avoué avoir menti sur la nature et le financement d’un voyage à Abou Dabi en 2015. Après plusieurs recours allant jusqu'au Tribunal fédéral, il est finalement condamné à des jours-amende et à une créance compensatrice de 50 000 francs.

## Résumé
Pierre Maudet est soupçonné « d'acceptation d'un avantage » pour un voyage à Abou Dabi en 2015. Une enquête est menée par le Ministère public et le Grand Conseil lève l’immunité du magistrat en septembre 2018 et en janvier 2019. Pierre Maudet avoue avoir menti sur la nature et le financement de ce voyage, qui n'avait pas de caractère privé car il a été invité par le prince héritier de l'émirat.
Plusieurs instances politiques dont la présidence du PLR Genevois appellent à sa démission tandis que la base des membres du PLR Genevois lui renouvelle sa confiance à l'assemble générale extraordinaire du 15 janvier 2019. Pierre Maudet est finalement exclu de son parti par le comité directeur du PLR en juillet 2020.
Le Conseil d’État retire à Pierre Maudet son rôle de président en septembre 2018, et réorganise les départements. Il laisse à Pierre Maudet un minimum de responsabilités, puis le suspend de sa charge en octobre 2020.
Le Tribunal de police de Genève a reconnu le conseiller d’État coupable « d'acceptation d'un avantage » et l'a condamné en 2021 à une peine pécuniaire avec sursis. En appel, Pierre Maudet est acquitté, les juges reconnaissent l’acceptation d’un avantage indu mais sans que l'accusé en soit redevable. Le Ministère public a fait recours contre cette décision au Tribunal fédéral, qui admet partiellement le recours fin 2022 et renvoie la cause à l'instance cantonale. En mai 2023, la Chambre pénale d'appel et de révision du canton de Genève a reconnu Pierre Maudet coupable d'acceptation d'un avantage et l'a condamné à une peine pécuniaire de 300 jours-amende (à 400 francs par jour) avec sursis durant deux ans. Il est aussi condamné à payer une créance compensatrice de 50 000 francs en faveur de l'État de Genève. Pierre Maudet n'a pas déposé de recours contre ce jugement.
Le 30 avril 2023, Pierre Maudet a été réélu Conseiller d’État du canton de Genève et dirige le Département de la santé et des mobilités depuis le 1er juin 2023.

## Faits

### Voyage à Abou Dabi

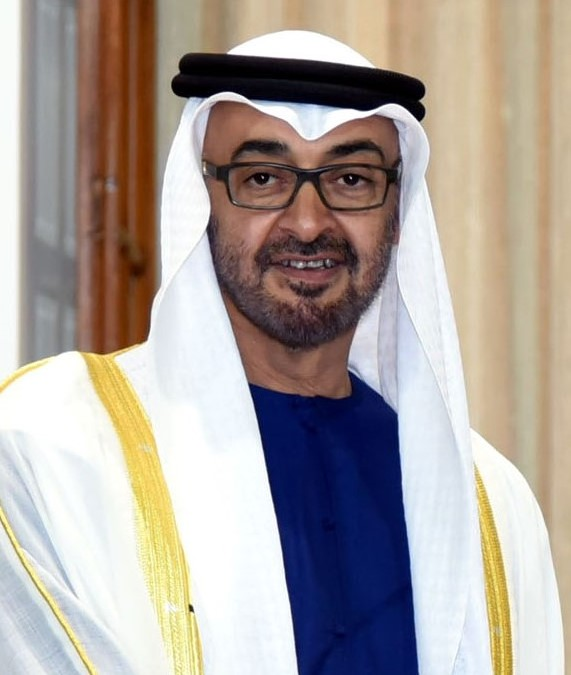
Mohammed ben Zayed Al Nahyane.

Pierre Maudet et sa famille, son ancien chef de cabinet Patrick Baud-Lavigne et Antoine Daher, un ami actif dans l’immobilier à Genève, ont effectué un voyage à Abou Dabi du 26 au 30 novembre 2015 pour assister à un Grand Prix de Formule 1. Pierre Maudet affirmait jusqu'en mai 2018 que le voyage comprenant des vols en classe affaires, le logement à l’Emirates Palace et l’accès au Grand Prix, avait été payé par un ami de son ami. Ce voyage, selon Pierre Maudet, était privé, et c'est par hasard qu'il aurait rencontré le cheik Mohammed ben Zayed Al Nahyane, prince héritier d'Abou Dabi et nouvel homme fort des Émirats arabes unis. À la suite de cette rencontre, il a eu des entretiens avec des hauts dignitaires sur des sujets politiques.
Ce voyage a en définitive été organisé par Magid Khoury (de la société genevoise Capvest Advisors active dans l'immobilier), et payé par le cheik Mohammed ben Zayed Al Nahyane.
À un journaliste du journal Le Temps, Pierre Maudet affirme avoir fait don le 9 novembre 2015 de 2 000 francs à l'Église protestante et autant à l'Église catholique, le total correspondant au prix du « package » reçu (avion, hôtel et Grand Prix) selon les recherches qu’il a lui-même faites sur Internet. Le coût de ce voyage est alors évalué à plusieurs dizaines de milliers de francs.
Le 5 septembre 2018, Pierre Maudet reconnaît sur la chaîne locale Léman bleu avoir menti dans cette affaire : « j'ai besoin de dire aux Genevois que j'ai caché une partie de la vérité et que ce n'est pas admissible ». Il affirme avoir « voulu dissimuler cette réalité », en soulignant avoir voulu protéger sa famille.

### Financements de campagne et de cotisation, déduction fiscale
La justice n'a pas statué sur la véracité de ce qui suit : deux associations auraient soutenu Pierre Maudet dans ses campagnes électorales, dont le Cercle Fazy-Favon (fonds provenant du parti radical, créé en 2011 lors de la fusion des partis radicaux et libéraux). Ce fonds aurait financé l'association de soutien à Pierre Maudet pour plus de 86 000 francs. Le Cercle Fazy-Favon est qualifié de « trésor caché » (des radicaux) par la journaliste de la RTS.
Ces fonds auraient également payé la cotisation de membre du parti de Pierre Maudet durant quatre ans, pour un total d’environ 40 000 francs. Ces cotisations ont été déduites fiscalement par Pierre Maudet. L’avocat fiscaliste Xavier Oberson estime qu’il s'agit de « maladresses ». L'administration fiscale a trouvé des erreurs sur quatre années et a amendé Pierre Maudet en mai 2020. Une procédure qualifiée d’ « automatique pour tout rattrapage d’impôt » par Xavier Oberson. L’amende est inférieure à 5 000 francs et n'est donc pas inscrite au casier judiciaire.
En 2019, dans le canton de Genève le service des votations a été perquisitionné sur des soupçons de fraude. Ces soupçons ont été rapprochés de l'ancienne directrice du service, épouse du conseiller d'état Pierre Maudet après l'affaire Maudet.

### Projet immobilier du Pré-du-Stand
Selon le journal Le Temps, les informations divulguées par l'émission alémanique Rundschau le 3 septembre 2018 font soupçonner un possible lien avec une affaire immobilière impliquant Capvest, la société contrôlée par Magid Khoury, qui serait liée à l'organisation du voyage en 2015 à Abu Dhabi,,. Le 6 décembre 2018, un autre journaliste du magazine Bilan, Serge Guertchakoff, prouve que ces attaques ne tiennent pas la route et que l’intervention de Pierre Maudet est improbable au vu des dates. Considérant qu'il n'y a aucun lien avec Pierre Maudet, le parlement approuve le 24 janvier 2019 le déclassement de 12 hectares de terrain agricole, dans le cadre d’une rocade complexe, ce qui permet au projet de construction de 90 000 m2 de bureaux et de cinq terrains de football d'avancer. Un référendum est annoncé par l'extrême gauche,. L'objet Pré-du-Stand est refusé en votation cantonale le 25 novembre 2019.

### Autorisation d’exploiter de l’Escobar
Un article à charge et non étayé par une décision de justice, du journal Le Temps, insinue que Pierre Maudet aurait aussi pu faciliter l'ouverture du bar l'Escobar pour Antoine Daher, l'un des organisateurs du voyage d'Abu Dhabi. Dans ce même bar aurait eu lieu une fête d'anniversaire pour le ministre en fonction, qui aurait été pour partie aux frais de Daher (4 000 francs). L'entrepreneur aurait également financé un sondage de la campagne de Pierre Maudet pour un montant de 34 000 francs suisses. Deux proches de Pierre Maudet sont mis en prévention pour abus d’autorité dans cette affaire d’autorisation d’exploiter donnée à l’Escobar : son ancien chef de cabinet et le directeur de la police du commerce (suspendu de ses fonctions),.

### Groupe hôtelier Manotel
Le groupe hôtelier Manotel a effectué pour 105 000 francs de dons à des associations de soutien à Pierre Maudet. Il a financé une autre fête à laquelle ont assisté des personnalités politiques, médiatiques et judiciaires, dont le procureur général Olivier Jornot, pour un coût de 20 000 francs. Les procureurs ont perquisitionné le siège de Manotel. Ils ont aussi formulé une nouvelle demande de levée de l’immunité de Pierre Maudet le 8 janvier 2019,. En septembre 2019, Pierre Maudet comparaît devant le Ministère public genevois concernant ce volet de l'affaire.

### Consultation de rapports des services secrets
Pierre Maudet a reçu des copies de rapports classés confidentiels de la Brigade de sûreté intérieure de la police cantonale (BSI), qui est liée au Service de renseignement de la Confédération (SRC). Un député dépose une question urgente le 11 octobre 2018 , pour comprendre le niveau d’information exact que le conseiller d’État (ou son ancien chef de cabinet) avait en matière de sécurité intérieure et extérieure, au moment de leur voyage à Abou Dabi. Selon les explications données par le Conseil d’État : ces documents ont été transmis de main à main, par la commandante de la police, Monica Bonfanti, tous les deux ou trois mois, dès l’entrée en fonction de Pierre Maudet en 2012 ; la destruction subséquente de ces rapports serait établie avec une traçabilité « relative ». La pratique est légale selon le SRC, cependant pour certains elle devrait se limiter aux services de police, et ne pas s’étendre aux instances politiques. Le nouveau responsable de la police au Conseil d’État, Mauro Poggia, est étonné. Il décide de suspendre cette pratique.
En décembre 2019, la rédaction alémanique de l’hebdomadaire allemand Die Zeit publie les informations obtenues de deux employés de la Brigade de sûreté intérieure. Ces employés affirment avoir été d'abord heureux de l’intérêt manifesté par le conseiller d’État, mais s’être rendu compte que dans le cas de Pierre Maudet, « Il voulait savoir. Tout savoir ». Ils « ont jugé inadmissible qu’ils aient dû faire trois copies de chaque rapport : une pour le siège à Berne, une pour leur patron, la troisième pour le conseiller d’État ». Selon eux, leur supérieur transmettait les rapports chaque semaine à Pierre Maudet.

### Affaire des naturalisations express
En mai 2021, la Commission de contrôle de gestion du Grand Conseil du canton de Genève dénonce une affaire de naturalisation d'un ami de Pierre Maudet. Il s'agit d'un banquier libanais proche de l'un des organisateurs du voyage d'Abou Dhabi, condamné en février 2021. Celui-ci a obtenu sa naturalisation en sept mois, alors que la durée usuelle est de 15 à18 mois. Une trentaine de courriels ont été échangés entre 2015 et 2017 entre Pierre Maudet, le banquier libanais et plusieurs personnes chargées des procédures de naturalisation.

## Conséquences politiques et juridiques

### Procédure judiciaire

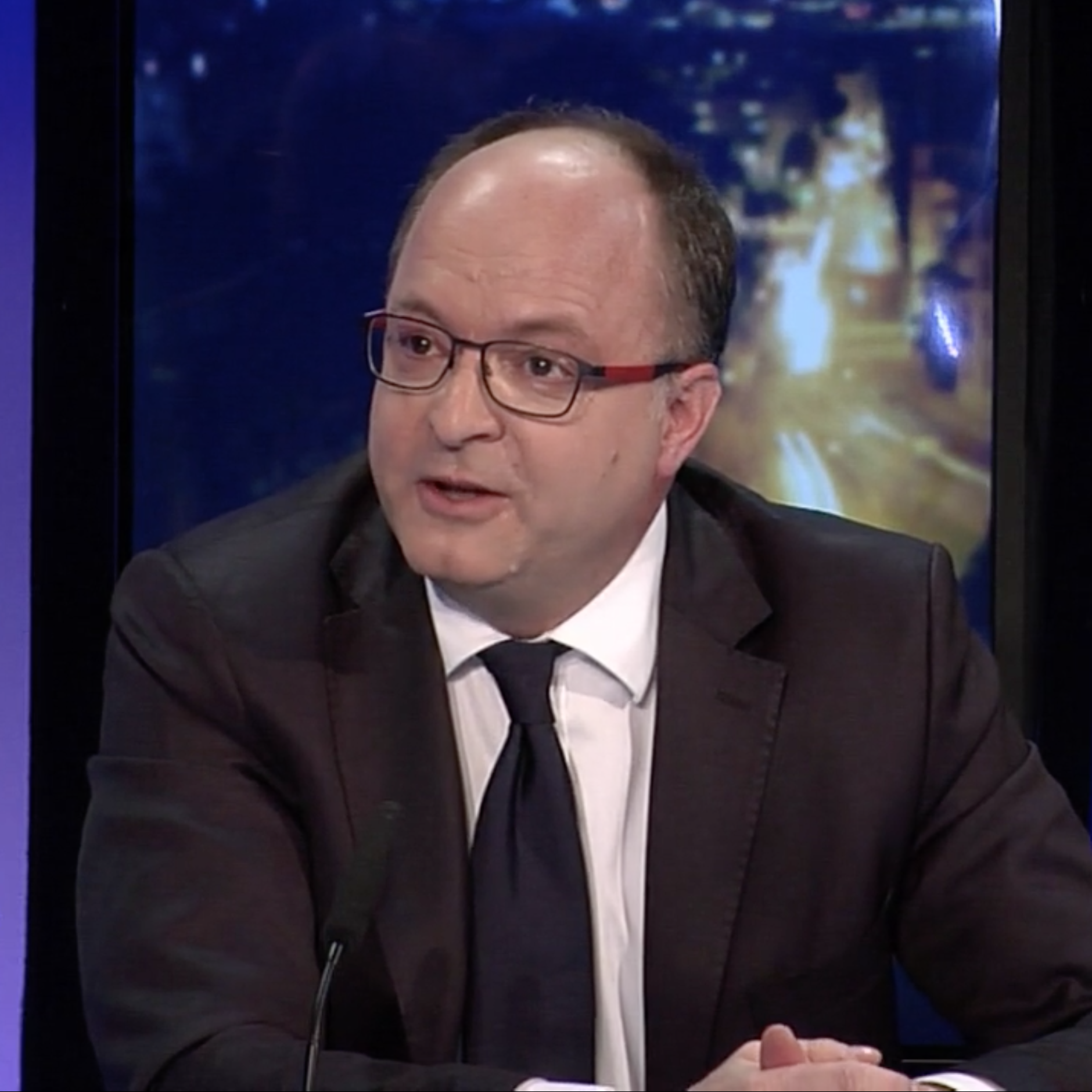
Olivier Jornot, procureur général.

La justice a été saisie en août 2017 d'un rapport de police sur le voyage à Abou Dabi, et une procédure a été ouverte contre inconnu, Pierre Maudet et son ancien chef de cabinet ayant le statut de personnes appelées à donner des renseignements. Le 30 août 2018, le Ministère public décide d'ouvrir une instruction contre l'ex-chef de cabinet, entendu le même jour. Le Ministère public veut aussi entendre Pierre Maudet « en qualité de prévenu d'acceptation d'un avantage », pour cela le Grand Conseil doit lever son immunité. Pierre Maudet publie une lettre ouverte dans laquelle il indique être favorable à la levée de son immunité. L'ensemble des partis y étant favorable également, l’immunité est levée le 20 septembre 2018 et Pierre Maudet est auditionné devant le Ministère public le 28 septembre 2018,.
Pierre Maudet est interrogé en audience par le procureur général Olivier Jornot. Les deux hommes se connaissent pour avoir ensemble mené une politique sécuritaire de lutte contre la criminalité, concernant principalement la sécurité routière et la délinquance financière en 2016.
Le 8 janvier 2019, le ministère public dépose une nouvelle demande de levée de l’immunité de Pierre Maudet, pour « acceptation d'un avantage » par rapport aux sommes d'argent versées par le groupe Manotel. Demande acceptée par le Grand Conseil le 24 janvier. En septembre 2019, Pierre Maudet comparaît devant le Ministère public genevois concernant ce volet de l'affaire.

#### Demande de récusation des procureurs
Le 16 janvier 2019, les avocats de Pierre Maudet déposent une demande de récusation des trois procureurs qui enquêtent sur lui (le procureur général Olivier Jornot et deux premiers procureurs Yves Bertossa et Stéphane Grodecki). Les avocats de Pierre Maudet dénoncent la communication d'extraits d'audience en pleine instruction, ils la considèrent comme un acte de « violence institutionnelle totalement inadmissible ». À leur connaissance, aucune levée du secret de fonction n'a jamais été demandée au Conseil supérieur de la magistrature. Ces extraits sont selon Maître Mangeat susceptibles d'avoir influencé la réorganisation du Conseil d'État, donc d'être une ingérence politique du ministère public.

### Positions des partis et appels à la démission

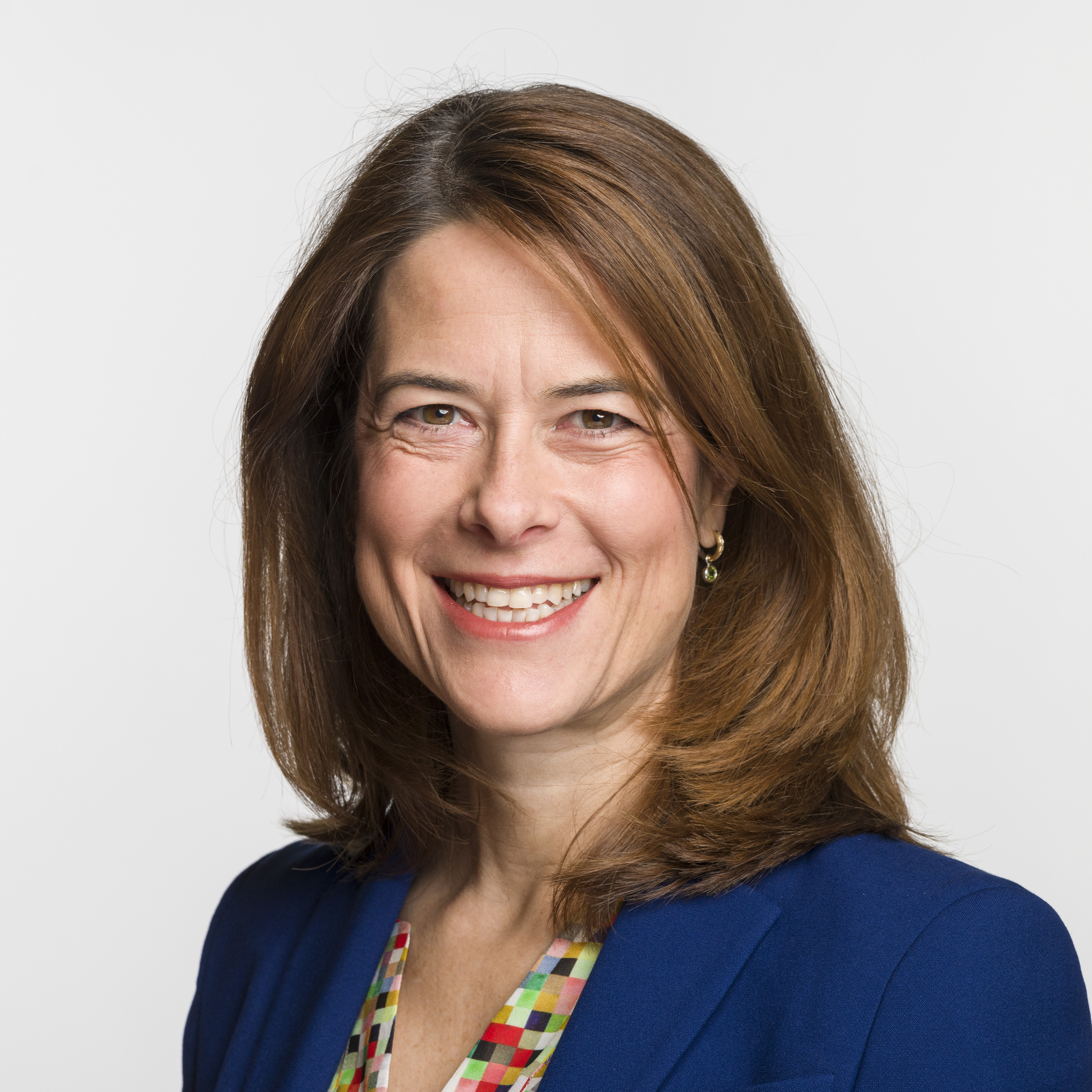
Petra Gössi, présidente du PLR suisse.

Le 23 novembre 2018, le comité directeur du PLR genevois ne prend pas position quant à un appel à la démission de Pierre Maudet tandis que Petra Gössi, présidente du PLR Suisse, déclare : « Je suis furieuse mais surtout déçue car il est important qu'un politicien soit crédible et digne de confiance ».
Le 23 novembre, la Radio télévision suisse révèle que Pierre Maudet aurait droit au versement d'une pension à vie par le Canton de Genève (de 90 000 francs par an), s'il reste en poste jusqu'à fin juin 2019 (cumulant ainsi huit ans de magistrature). Une pétition demandant la démission de Pierre Maudet est lancée par le journaliste Didier Tischler-Taillard le 24 novembre 2018, elle rappelle qu’il a été élu par la population et non par les membres de son parti, elle est remise à l’intéressé le 6 décembre avec 15 802 signatures,,. La validité de cette pétition est questionnée dans la mesure où un internaute peut voter plusieurs fois sans que le site web utilisé aux fins de la pétition ne puisse l'éviter.

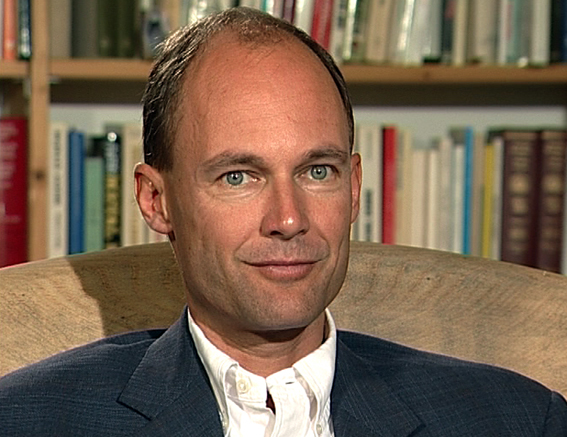
Bertrand Piccard.

Le 28 novembre, par la voix de son président Alexandre de Senarclens, le comité directeur du PLR genevois demande la démission de Pierre Maudet. Le président de la section cantonale invoque « un point de non-retour, avec tous les rebondissements que connaît cette affaire » ainsi que le constat qu'« il n'y aura probablement pas de classement du tout » de l'affaire. Le manque d'explications claires de la part du magistrat sur les soupçons d'avoir fait payer sa contribution annuelle obligatoire de 10 000 francs au parti par un tiers est aussi évoqué. Alexandre de Senarclens note au sujet de Pierre Maudet que « la confiance est une fois de plus entamée ». Des personnalités telles que Bertrand Piccard, Natacha Buffet-Desfayes et Renaud Gautier apportent leur soutien à Pierre Maudet. Bertrand Piccard admet que le mensonge en politique est problématique, mais il conserve sa considération pour le ministre « qui savait gouverner sans créer de clivages et avec des positions claires », et pour l’homme.
Le 28 novembre, le comité directeur du parti libéral-radical à Berne invite également Pierre Maudet à démissionner,,,. Pierre Maudet indique sur Twitter qu'il ne démissionne pas et attend la tenue d'une AG du parti au plus vite.
Le 3 décembre, le comité directeur du parti libéral-radical genevois par 21 voix pour, 7 contre et aucune abstention invite également Pierre Maudet à démissionner.
Le 15 janvier 2019, l'assemblée générale extraordinaire du parti libéral-radical genevois vote la confiance à Pierre Maudet par 341 oui contre 312 non et 56 abstentions, soit un soutien affirmé près de la moitié des présents. Alexandre de Senarclens annonce alors sa démission de la présidence du parti.
Le 25 janvier, le Grand Conseil approuve une résolution demandant à Pierre Maudet de démissionner (66 oui, 8 non, 15 abstentions). Durant les débats, il est accusé d’être dans le déni ou encore de prendre les institutions en otage en s'accrochant à son poste. Il affirme avoir été élu « pour combattre et pas pour me faire abattre » et refuse donc de démissionner.
Pierre Maudet annonce finalement sa démission le 29 octobre 2020, tout en restant en poste jusqu’à l’élection complémentaire, et en se portant candidat à sa propre succession.

### Réorganisations du Conseil d’État

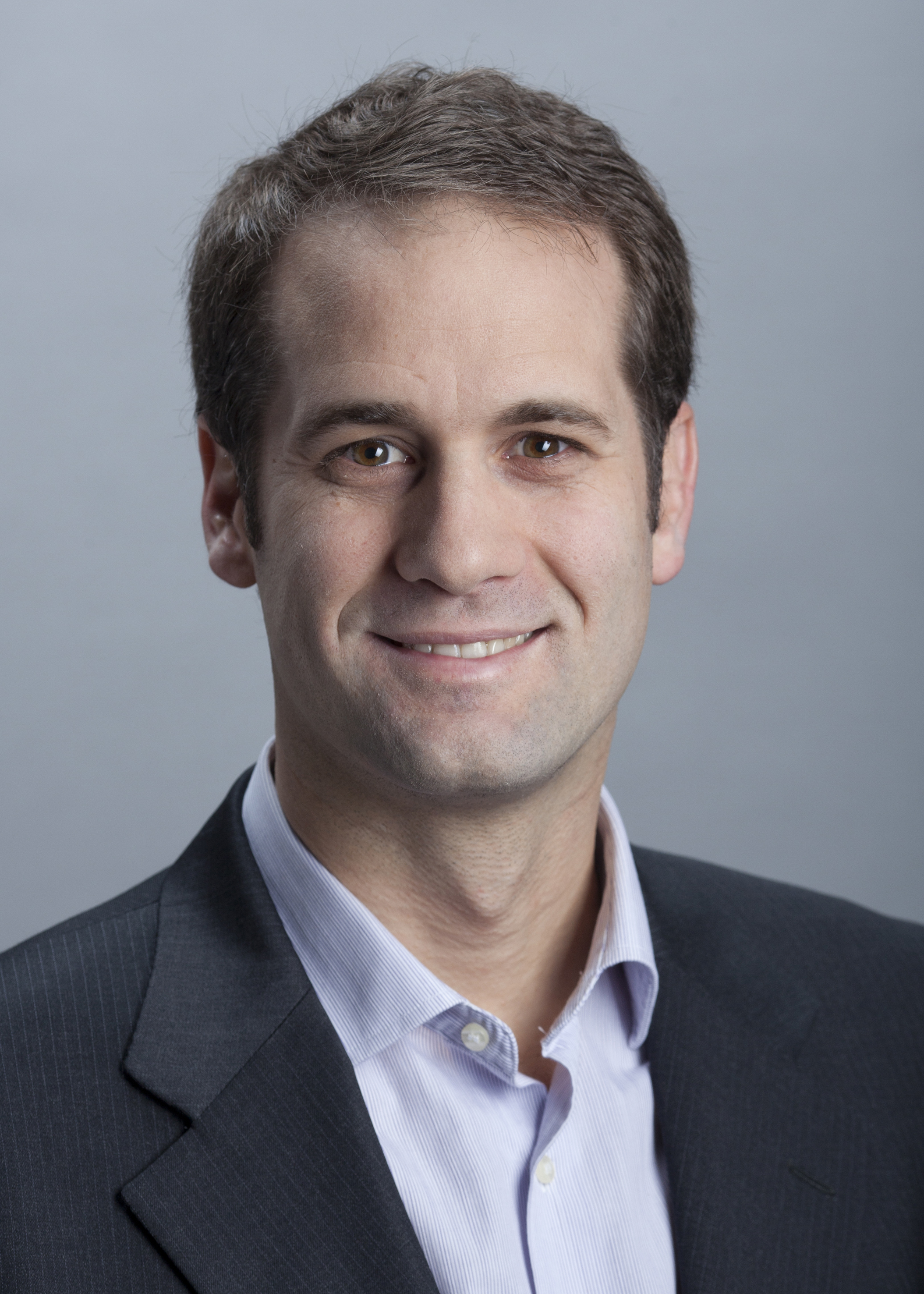
Antonio Hodgers, nouveau président du Conseil d'État.

Le 13 septembre 2018, le Conseil d'État retire à Pierre Maudet, à titre provisoire, le Département présidentiel, confié désormais à Antonio Hodgers. Pierre Maudet cède également la tutelle de la police au profit de Mauro Poggia et de l'aéroport de Genève au profit de Serge Dal Busco.
Dans un article paru le 30 septembre 2018, Antonio Hodgers, président du gouvernement genevois, estime que la situation est intenable « institutionnellement », avant d'estimer le 12 février 2019 que « la crise politique n'est pas devenue une crise institutionnelle ».
Le 23 janvier 2019, le Conseil d’État décide pour la troisième fois dans cette affaire d’une nouvelle organisation, acceptée par tous ses membres sauf le principal intéressé. Pour tenir compte du « temps long » de la justice et de l’éventualité que Pierre Maudet reste membre de l’exécutif jusqu’en fin de législature (2023), les changements se veulent « pérennes » et Antonio Hodgers est confirmé dans son rôle de président. L’objectif affiché consiste à priver Pierre Maudet des tâches régaliennes impliquant contrôle et autorisations, tout en lui laissant un minimum de responsabilités au sein d’un Département du développement économique « composé d’un seul service et d'une vingtaine de fonctionnaires » selon Le Temps, une trentaine selon La Tribune,. Pierre Maudet conserve en outre les relations avec Palexpo, les Ports francs, et Genève Tourisme. Plusieurs services changent de mains et sont répartis entre ses collègues.

### Fonctions de Pierre Maudet

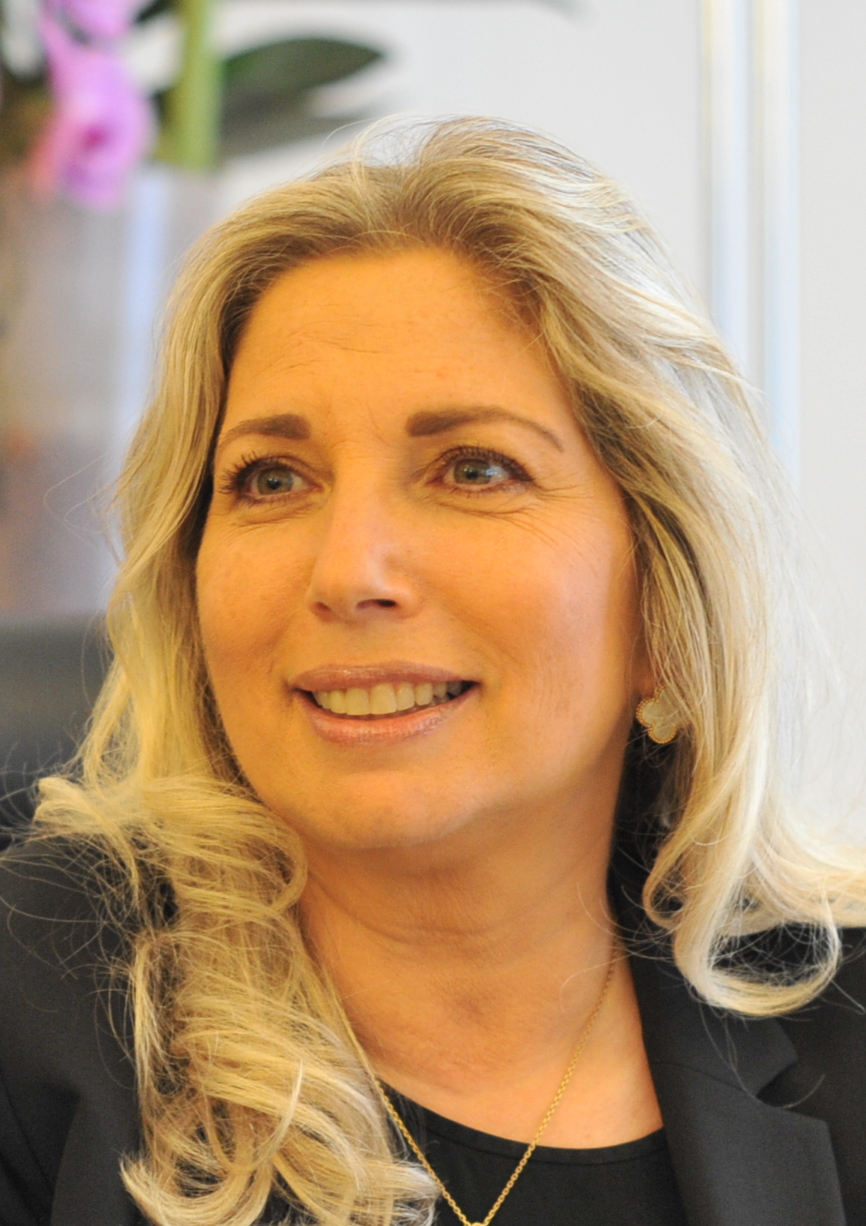
Nathalie Fontanet, conseillère d’État.

Sur le plan cantonal, Pierre Maudet perd la présidence du Conseil d’État et il laisse la direction de la police au conseiller d'État Mauro Poggia. Il devient Conseiller d'État chargé du développement économique.
Sur le plan fédéral, il était le président de la Conférence des directeurs des départements cantonaux de justice et police (CCDJP) depuis le 12 avril 2018. Il se met en congé provisoirement le 20 septembre 2018, puis n'étant plus responsable de la police, il abandonne son mandat dès le 1er février 2019,.
Face à une augmentation « constante et significative » du taux d’absentéisme dans le département de Pierre Maudet, une experte externe est mandatée début octobre 2020 pour mener un audit. Un rapport intermédiaire met en cause le conseiller d’État et évoque une grande souffrance des collaborateurs du département, au nombre de 25 (selon la RTS) ou 35 (selon Le Temps). Certains évoquent « l'intrusion fréquente de la garde rapprochée du magistrat » dans le management du département. Le Conseil d'État décide le 28 octobre 2020 de confier provisoirement, dans l'attente du rapport final, la responsabilité du département à Nathalie Fontanet (ministre des finances et des ressources humaines, PLR). Une décision « injustifiée et prématurée » selon Pierre Maudet,.
Pierre Maudet fait recours contre sa suspension. En mai 2021, la Chambre administrative de la Cour de justice a déclaré ce recours irrecevable, vu l’échec de l’intéressé à l’élection complémentaire en mars contre Fabienne Fischer. Pierre Maudet aimerait cependant « rétablir la vérité », il fait donc recours au Tribunal fédéral. Celui-ci confirme la décision de l’instance genevoise, car la décision de suspension était de nature provisoire, adoptée dans l’urgence, et ne visait pas à porter atteinte à l’intéressé.

### Divisions au sein du PLR et exclusion du parti

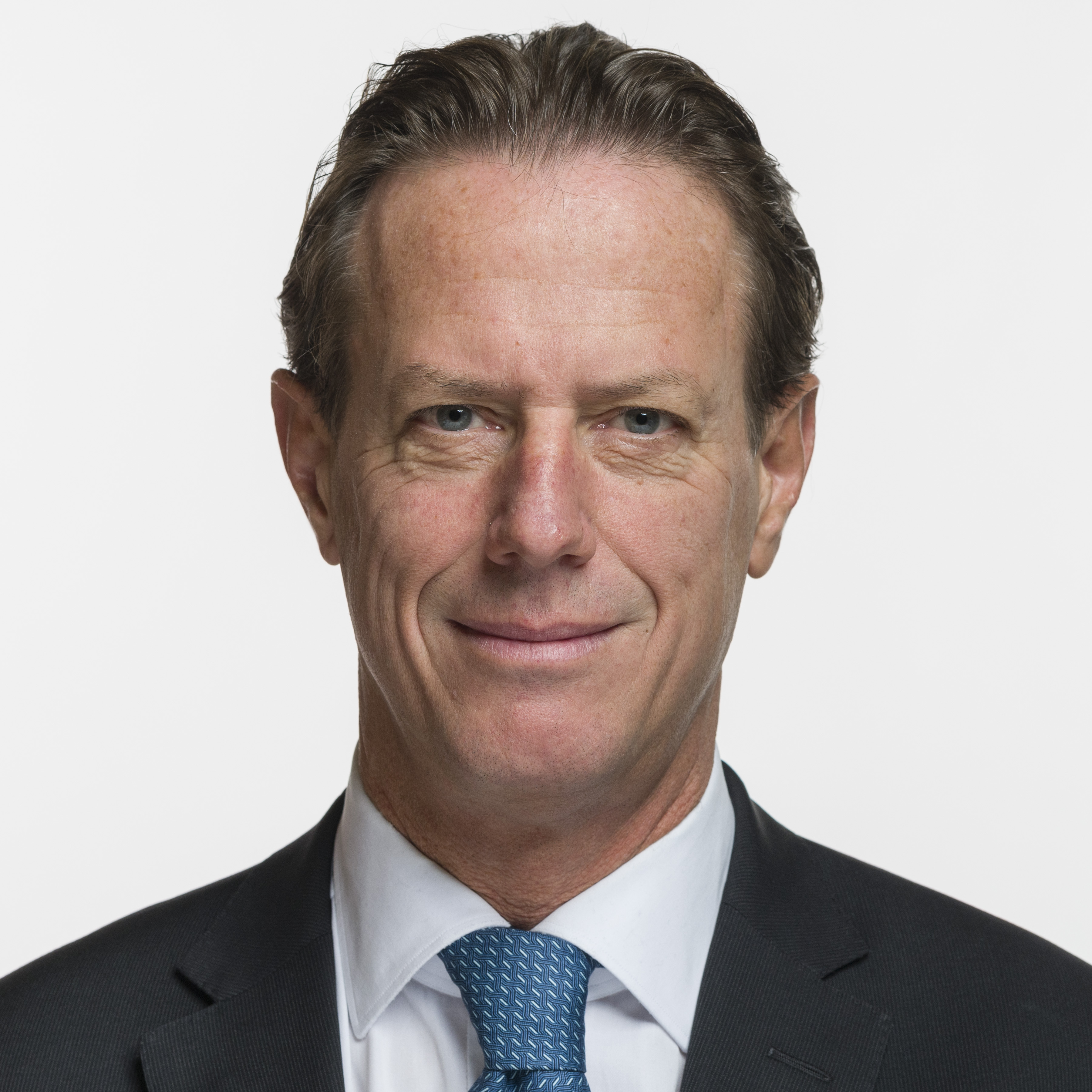
Christian Lüscher, vice-président du PLR suisse.

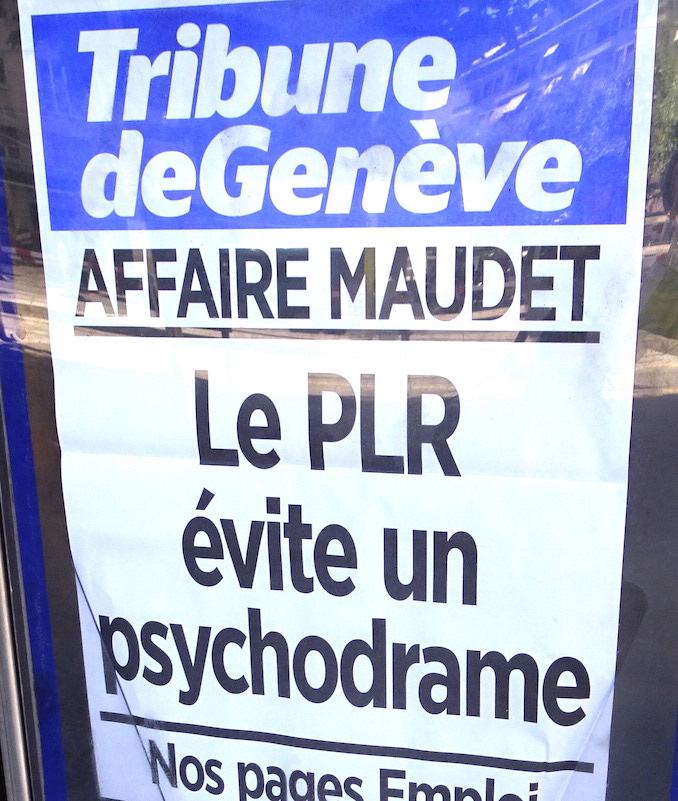
Pierre Maudet ne recourt pas contre son exclusion du PLR.

Déjà en novembre 2018, des témoins de la réunion du comité directeur consacrée aux suites politiques du voyage de Pierre Maudet à Abou Dabi affirment avoir clairement ressenti un clivage radical-libéral. Le président du comité directeur du parti, Alexandre de Senarclens, démissionne à la suite de l'assemblée générale extraordinaire du 15 janvier 2019.
Dans le contexte des élections fédérales de 2019, le parti libéral suisse se montre extrêmement inquiet. En novembre 2018, la direction annule l’assemblée des délégués qui devait se tenir à Genève en janvier 2019. Elle demande à Pierre Maudet de venir s’expliquer à Berne, car « l’affaire est devenue celle du PLR suisse ». À la suite du résultat de l’élection au Conseil des États du 10 novembre 2019 qui a vu Lisa Mazzone (Les Verts) et Carlo Sommaruga (socialiste) devancer très largement le candidat du PLR Hugues Hiltpold (vice-président du groupe aux Chambres fédérales), Christian Lüscher (vice-président du PLR suisse) estime que Pierre Maudet « porte une lourde responsabilité dans ces résultats ». Il affirme que pendant la campagne de votation : « sur les marchés, nous nous sommes fait insultés, nous avons subi des invectives, des quolibets » et conclu par ces mots : « Pour l'amour du PLR, Pierre, s'il te plaît, démissionne du parti ». D'autres témoignages vont dans le même sens,.
Le 6 juillet 2020, le comité directeur du PLR genevois décide d'exclure Pierre Maudet du parti (22 voix pour, 1 abstention et 1 opposition), ; anticipant cette décision, Pierre Maudet avait adressé la veille une lettre à son parti pour dénoncer un « simulacre de procès politique ». Il annonce début août ne pas faire recours contre cette décision, il siègera désormais en tant qu’indépendant.
Philippe Nantermod, vice-président du PLR Suisse, estime que le choix de la section genevoise de bannir Pierre Maudet est « soutenable pour le bien » du PLR Suisse.

### Destitution de magistrats
Plusieurs projets de loi visant à rendre possible la destitution d’un magistrat en cours de mandat sont présentés. Un débat a lieu sur les ondes de la RTS le 12 janvier 2019. Les affaires Hainard (2011, conseiller d’État neuchâtelois), et Buttet (2017-2018, conseiller national valaisan) sont évoquées, ainsi que la situation juridique dans les autres cantons suisses.
Deux initiatives populaires sont lancées et la récolte des signatures débute le 30 avril 2019. La première veut inscrire dans la constitution genevoise le principe de la destitution d’un membre du Conseil d’État ou d’une autorité judiciaire qui « se trouve dans l'incapacité durable d'exercer son mandat », qui a « enfreint gravement les devoirs de son mandat ou porté gravement atteinte » à la dignité de sa charge. L’autre texte demande la destitution avec effet immédiat de Pierre Maudet, et le retrait de son droit à la retraite,,. Ces deux initiatives échouent à récolter le nombre de signatures requis.
Une initiative populaire du Parti vert'libéral genevois, intitulée « Pour l'abolition des rentes à vie des Conseillers d'État », a été déposée le 8 juillet 2019. Pierre Maudet, qui a été interrogé par les médias sur ces questions, a toujours défendu la réforme en profondeur de ce régime de rentes viagères et voté un projet de loi allant dans ce sens, mais « qui dort depuis 2017 au Parlement ». Cette initiative est largement acceptée en novembre 2021 (elle entrera en vigueur dès la prochaine législature et ne concernera que les nouveaux élus). Après sa non réélection en mars 2021, Pierre Maudet avait annoncé renoncer à cette rente car il ne comptait pas prendre sa retraite politique et pouvait s’en passer sur le plan économique. Il change d'avis en décembre 2021, et décide d'allouer cette rente à une fondation qu’il a créée pour « promouvoir au plan régional une réflexion politique libre ».

### Démission et nouvelle candidature
En novembre 2018, à l’époque où Pierre Maudet adresse des excuses à son parti, il affirme qu’il présenterait sa démission du Conseil d'État s'il devait être condamné. En juillet 2020, quand le Ministère public genevois annonce avoir terminé son instruction, Pierre Maudet réaffirme qu’il démissionnera en cas de condamnation.
Pierre Maudet annonce finalement sa démission déjà avant le procès, le 29 octobre 2020. Il juge alors « inconstitutionnel » le fait d'avoir été écarté de la responsabilité de son département par les autres membres du Conseil d'État (département repris provisoirement par Nathalie Fontanet). Il affirme : « Je dérange, on me met de côté. Je continue de déranger parce que je suis actif, on me dépouille. Le seul qui peut décider de retirer le mandat d'un conseiller d'État, c'est le peuple ».
Pierre Maudet dit rester en poste jusqu’à l’élection complémentaire, « même sans département », et se porte candidat à sa propre succession.

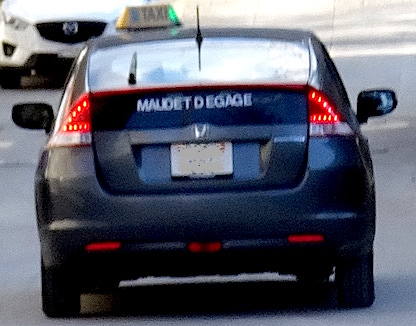
Un taxi genevois le 19 mars 2021.

Le 18 décembre 2020, des membres démissionnaires du PLR annoncent la création d’un nouveau parti, « l'Élan radical », qui se réclame de l'esprit de l'ancien parti radical (fusionné en 2011 avec le parti libéral).
À cette élection complémentaire, dont le premier tour est fixé au 7 mars 2021, huit candidats se présentent. Outre Pierre Maudet (en indépendant, sous le titre « Libertés et justice sociale »), le PLR présente son candidat officiel Cyril Aellen (avec le soutien du PDC) et les Verts présentent Fabienne Fischer, soutenue par le Parti socialiste. Les autres candidats sont présentés par les Verts’libéraux, l’UDC, le Parti du travail, le PBD, et « Évolution Suisse ». La configuration politique issue de la démission de Pierre Maudet permet à la gauche d’envisager créer une majorité de gauche au Conseil d'État, une configuration qui n’a eu cours que durant une législature dans l’histoire de Genève, entre 2005 et 2009,.
Au deuxième tour, le 28 mars 2021, Pierre Maudet échoue avec 33 % des voix, derrière la Verte Fabienne Fischer qui est élue avec 42 % des suffrages.

### Procès

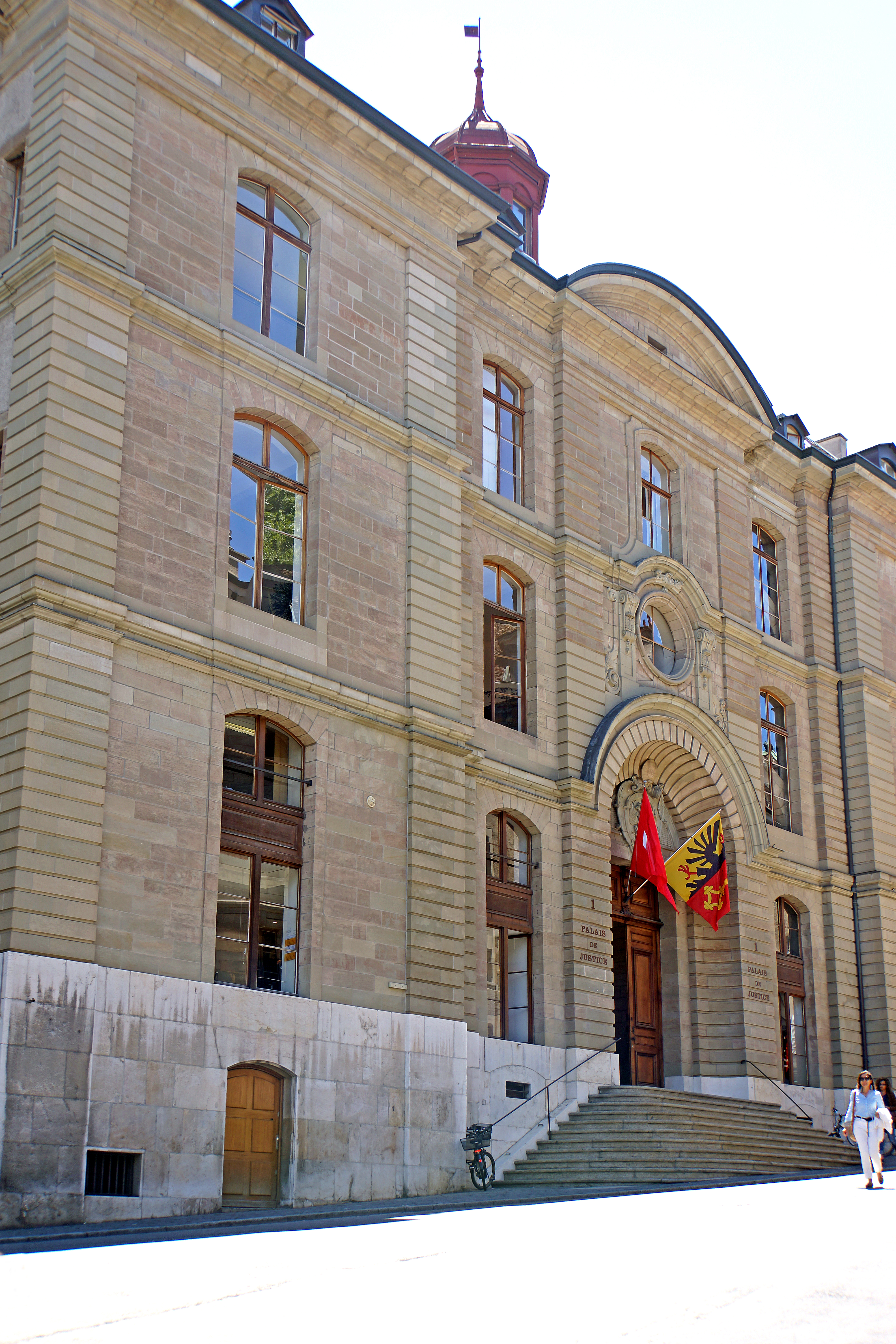
Lieu du procès, palais de Justice.

En novembre 2020, le Ministère public genevois annonce la mise en accusation de Pierre Maudet. Il fera l'objet d'un procès public devant le Tribunal de police pour « acceptation d'un avantage », en lien avec son voyage à Abu Dhabi en 2015 et le financement d'un sondage en 2017.
La presse s’intéresse à ce procès car ce serait la première fois en Suisse qu’un conseiller d'État en exercice « se retrouve sur le banc des accusés », et il y a peu de jurisprudence concernant l’infraction « acceptation d’un avantage ». Le procès a lieu devant le Tribunal de police qui fonctionne avec un juge unique ; comme un conseiller d'État est concerné et selon le règlement, c’est Sabina Mascotto qui va diriger les débats en tant que présidente du tribunal.
Le procès débute le 15 février 2021 par les auditions de quatre coaccusés. Un chef du Service du commerce en 2017, le chef de cabinet de Pierre Maudet, le propriétaire de l'Escobar et homme d'affaires compagnon de voyage à Abu Dhabi sont sur le banc des accusés à côté de Pierre Maudet. Ils sont interrogés dans l'ordre inverse de celui de l'acte d'accusation. Le chef de service est prévenu d'abus d'autorité pour avoir incité ses subordonnés à accélérer le traitement du dossier incomplet de demande d'ouverture de l'Escobar et signé l'autorisation d'exploiter. Le chef de cabinet est prévenu d’acceptation d’avantage, d’abus d’autorité et de violation de secret de fonction. L'homme d'affaires dans l'immobilier est accusé d’avoir octroyé un avantage au magistrat et à son chef de cabinet.
Le lendemain, Pierre Maudet tient à affronter debout l’interrogatoire mené par présidente du tribunal. Il doit en particulier expliquer comment des vacances familiales se sont muées en voyage politique et promotionnel offert par la famille royale d’Abou Dabi. Le troisième jour le premier procureur présente son réquisitoire. Il demande une peine de prison de 14 mois avec sursis. Le ministère public exige aussi le remboursement des sommes indûment versées pour financer le voyage et un sondage politique, soit un total de 84 000 francs.

### Jugements
Pierre Maudet est condamné le 22 février 2021 à une peine pécuniaire de 300 jours-amende avec sursis . Le Tribunal de police de Genève a reconnu le conseiller d’État genevois coupable d'acceptation d'un avantage pour son voyage en famille à Abu Dhabi. Il devra verser à l’État de Genève une créance compensatrice de 50 000 francs, soit la valeur estimée de ce voyage. Le Tribunal de police l'a, en revanche, acquitté de la charge d'acceptation d'un avantage en lien avec un sondage financé par des hommes d'affaires.
Pierre Maudet fait appel de ce jugement, tout comme le Ministère public et la plupart des autres prévenus.
En décembre 2021, il est acquitté en appel. Les juges estiment que Pierre Maudet et son chef de cabinet « ont incontestablement accepté un avantage indu », mais sans qu'ils en soient redevables,.
En février 2022, le Ministère public fait recours au Tribunal fédéral contre l'arrêt de la Chambre pénale d'appel. Le 31 octobre 2022, le Tribunal fédéral donne partiellement raison au Ministère public. Il confirme qu'il n'y a pas besoin de démontrer que celui qui a octroyé le cadeau l'a fait en attendant une contrepartie et que « l’ancien conseiller d’État est bien coupable d’acceptation d’un avantage pour son voyage à Abu Dhabi », et renvoie la cause à l'instance cantonale.
Le 26 mai 2023, la Chambre pénale d'appel et de révision du canton de Genève a fixé la peine de Pierre Maudet, reconnu coupable d'acceptation d'un avantage et l'a condamné à une peine pécuniaire de 300 jours-amende d'une quotité de 400 francs l'unité, avec sursis et un délai d'épreuve de deux ans. La Chambre pénale d'appel et de révision a également prononcé à son encontre et en faveur de l'État de Genève une créance compensatrice de 50 000 francs. Pierre Maudet n'a pas déposé de recours contre ce jugement.

## Changements législatifs

### Présidence du Conseil d’État
Le Conseil d’État décide en janvier 2019 de déposer un projet de loi pour revenir à un modèle de présidence annuelle, « plus compatible avec la cohésion nécessaire des membres du gouvernement et plus favorable à la collégialité ». La constitution entrée en vigueur en 2013 a en effet introduit l’élection du président du Conseil d’État pour toute la durée d’une législature (5 ans).
Le 21 novembre 2019, le Grand Conseil adopte deux projets de loi pour un retour au tournus annuel de la présidence du gouvernement cantonal. Ces projets touchant à la Constitution genevoise, ils doivent être soumis au vote populaire. Les deux textes sont approuvés par les électeurs lors de la votation du 27 septembre 2020 et mis en application en octobre.

### Acceptation de dons
Le Grand Conseil a accepté le 16 janvier 2020 une nouvelle loi dans le but de préciser les limites concernant l’acceptation ou le refus de cadeaux de la part des membres du Conseil d’État. Cette loi s'inscrit dans la foulée de l'affaire Maudet.

## Traitement médiatique

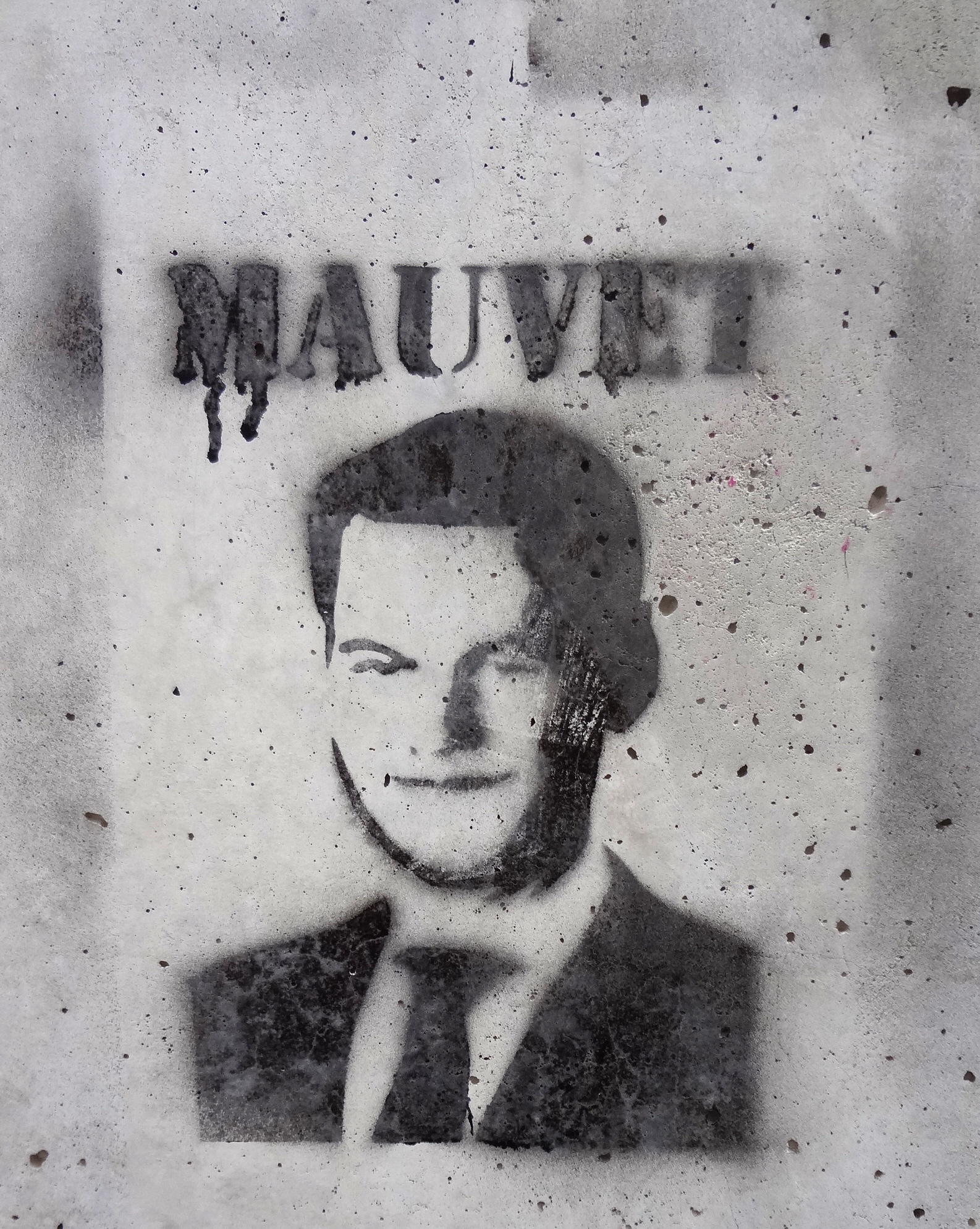
Graffiti, passage Mathurin-Cordier, derrière le collège Calvin, avril 2019.

Cette crise est communément nommée « affaire Maudet » dans la presse. Les termes de « chasse aux sorcières » et de « curée médiatique » ont été utilisés par les défenseurs de Pierre Maudet,. La journaliste Romaine Jean du magazine économique Bilan décrit en février 2019 une « hystérie » médiatique.
Dans un bilan de l’année 2019, Pierre Ruetschi, directeur du Club Suisse de la Presse, affirme que Pierre Maudet a empêché « le bon fonctionnement du gouvernement sous prétexte de vouloir sauver les institutions en restant » et que ses apparitions provoquent des « malaises ».

### Secret de l’instruction
Un commentaire de la journaliste du Temps Fati Mansour est publié début juillet 2020. Elle réagit aux accusations de « violation du secret de l’instruction » et « d’instrumentalisation des médias ». Selon elle, en mai 2018, « tous les signaux indiquaient un feuilleton politico-judiciaire long et trépidant » ; deux ans plus tard elle a déjà signé 67 articles concernant cette affaire. Elle remarque que quand elle aborde le fond du dossier et « le fonctionnement très particulier de Pierre Maudet », la défense parle de « fuites » et « d’acharnement médiatique » ; la journaliste rappelle qu’il n’y a pas de secret de l’instruction. Elle donne un exemple de son travail.

« Après avoir lu dans la presse locale que l’audience du 23 juin dernier avait avorté en raison de l’absence du témoin Simon Brandt (…) ma curiosité s’est naturellement éveillée face à ce qui ressemblait bien à une manœuvre de désinformation. Les recherches ont porté leurs fruits. Non seulement l’audience avait eu lieu mais elle avait duré quarante-cinq minutes et porté sur un élément nouveau qui éclaire la manière avec laquelle le conseiller d’État et ses proches intriguaient encore deux jours avant l’acte de contrition télévisé sur le mensonge d’Abu Dhabi. »

### Droit de réponse
Selon un article paru en novembre 2018 dans le Tages-Anzeiger, Pierre Maudet serait intervenu auprès de la rédaction en chef de la RTS à la suite d’une enquête sur son voyage à Abu Dhabi. Pierre Maudet a demandé un droit de réponse, mais la forme de son texte a été refusée par le journal. C'est finalement le Tribunal de première instance de Genève qui contraint l’éditeur Tamedia à publier le droit de réponse, mais avec un texte modifié. Ainsi est écartée « une allégation non justifiée portant atteinte à l'honneur d'une journaliste romande » selon Tamedia.

### Livre
Le correspondant en Suisse romande du Tages-Anzeiger, Philippe Reichen, publie en 2019 une biographie sur Pierre Maudet dont un tiers est consacré à l'« affaire ». Le livre est traduit en français en 2020, sous le titre « Pierre Maudet – le vertige du pouvoir ». Pour l'auteur, ce serait la plus grande affaire politique suisse depuis la démission de la conseillère fédérale Elisabeth Kopp en 1989,.

### Aspects satiriques
En lien avec cette affaire, le « Prix Genferei » décerné par les journalistes politiques de Genève lui est attribué en juin 2019.
Claude-Inga Barbey réalise une série de courtes vidéos satiriques sous le titre « L'actu chiffonnée ». Plusieurs épisodes sont consacrés à l’affaire Maudet : « Le Monsieur Maudet, je l'ai connu tout petit ! » en septembre 2018, « L'affaire Manuela » en janvier 2019, « Adieu M. Maudet, on ne vous oubliera jamais ! » en juin 2019. Dans une nouvelle formule de sa série, intitulée « TOC! », Claude-Inga Barbey consacre un nouvel épisode à ce sujet : « Pierre Maudet consulte » en février 2021.
À l’occasion du 1er avril 2021 qui suit de peu les élections complémentaires au Conseil d’État, Philippe Bach du Courrier attribue à Pierre Maudet des accents trumpistes : « Honnêtement, nous avons gagné ce scrutin, et nous l’avons emporté à une large majorité ». Ses partisans auraient pris les canons de l'ancien arsenal, « comme (les radicaux) en 1846 ».
La Tribune de Genève publie le 11 janvier 2022 sous le titre « Maudet acquitté en appel » un dessin de Gérald Herrmann avec ce texte dans la bouche du juge : « la justice condamne donc Genève à 30 ans de Maudet ! ».